# اورلاندو بی. ویلکاکس
اورلاندو بی. ویلکاکس (انگلیسی: Orlando B. Willcox; ۱۶ آوریل ۱۸۲۳ – ۱۱ مهٔ ۱۹۰۷) فرد نظامی اهل ایالات متحده آمریکا بود. وی همچنین برندهٔ جوایزی همچون نشان افتخار (آمریکا) شده‌است.